# Zendra (powieść)
Zendra – powieść Krzysztofa Krupińskiego, która ukazała się w październiku 1999 roku nakładem wydawnictwa Nowy Świat w serii Biblioteki Magazynu Literackiego.
Sytuuje się w tym samym obszarze literatury, co Pod wulkanem i Moskwa – Pietuszki. Główny bohater, tytułowy Krzysztof Zendra, aktor, stały bywalec warszawskiego SPATiFu i „Ścieku”, wędruje przez wiele realnych i irrealnych światów, zmagając się z chorobą psychiczną i alkoholizmem. Tłem tych wydarzeń jest świat stołecznej bohemy lat 80. XX wieku.